# Acalypha floresensis
Acalypha floresensis är en törelväxtart som beskrevs av Sagun och Geoffrey A. Levin. Acalypha floresensis ingår i släktet akalyfor, och familjen törelväxter. Inga underarter finns listade i Catalogue of Life.